# Service national des migrations (Azerbaïdjan)

Service national des migrations de la République d'Azerbaïdjan

Le Service national des migrations de la République d'Azerbaïdjan (en Azéri: Azərbaycan Respublikasının Dövlət Miqrasiya Xidməti) est une agence gouvernementale du gouvernement d'Azerbaïdjan chargée de la régulation des activités dans le domaine de la migration en République d'Azerbaïdjan. Le comité est dirigé par Vussal Husseynov,.

## Structure
L'agence est dirigée par le président. L'organisation subdivisée en gestion, appareils et autres départements. Les principales fonctions de l'agence de service sont :
- développer un système sophistiqué de gestion des migrations, afin de prévoir les processus de migration;
- prévenir l'immigration illégale;
- s'engager dans la coopération internationale; organiser la surveillance de la migration;
- accorder ou refuser des autorisations de résidence temporaire et permanente à des citoyens étrangers ou à des personnes sans citoyenneté;

Le service participe également aux enquêtes, analyses et inspections des immigrés clandestins en coopération avec le Ministère de l'Intérieur, le Ministère de la Sécurité Nationale, le Ministère du Travail et de la Protection Sociale de la Population et le Service des Frontières d'Etat de la République d'Azerbaïdjan.

## Histoire
Le 25 juillet 2006, le «Programme national de migration de la République d'Azerbaïdjan pour 2006-2008» a été adopté pour développer la gestion des migrations, réguler et  prévoir les processus migratoires et perfectionner la législation azerbaïdjanaise sur les migrations par la disposition présidentielle.
Il y avait un besoin pour l'organe spécial responsable de la politique migratoire de l'Etat.
Le Service national des migrations de la République d'Azerbaïdjan a été créé le 19 mars 2007 sur l'ordre du Président de l'Azerbaïdjan. L'objectif principal de la mise en place du service était d'assurer la réalisation de la politique de l'Etat dans le domaine de la migration dans le cadre des normes internationales et des besoins actuels.
Par l'ordonnance présidentielle du 8 avril 2009, le Service national des migrations de la République d'Azerbaïdjan a le statut d'organe de conformité.
Le service est également impliqué dans la recherche, l'analyse et le contrôle des migrants illégaux en collaboration avec le ministère de l'Intérieur, Ministère de la Sécurité nationale, Ministère de la protection sociale et du travail de la population et de l'État des services frontaliers de la République d'Azerbaïdjan.

## Projets internationaux
Projets mis en œuvre par le Centre international sur le développement de la politique migratoire:
- Renforcer le potentiel de migration et de contrôle des frontières en Azerbaïdjan;
- Renforcer la coopération pour lutter efficacement contre la traite des personnes par le renforcement des capacités et l'assistance technique[3];
- Appuyer la mise en place d'une gestion efficace des réadmissions dans les pays du Caucase du Sud (2012-2015);
- Mettre en place des mécanismes efficaces de protection des droits des personnes impliquées dans les migrations en Azerbaïdjan "Projet (2012 - 2013);
- Projets de TAIEX;
- Soutenir le développement professionnel du personnel du Service national des migrations de la République d'Azerbaïdjan et de ses agences subordonnées, et l'adaptation de la législation sur les migrations aux normes de l'UE.